# Ҏ
Ҏ (kleingeschrieben ҏ, IPA-Aussprache r̥) ist ein Buchstabe des kyrillischen Alphabets, bestehend aus einem Р mit Schrägstrich. Er wird im Kildinsamischen verwendet.